# Temple de Portibi
Le temple de Portibi se trouve dans le kecamatan (district d'Indonésie) du même nom, dans le kabupaten de Padang Lawas du Nord, dans la province de Sumatra du Nord en Indonésie.
Il consiste en 3 constructions appelées Bahal I, Bahal II et Bahal III.
Le nom de "Portibi" vient de Prthivi, la déesse hindoue de la terre.
À environ six kilomètres de Portibi se trouve le site de Padang Lawas.